# تبورته (بيدفوردشير)
تبورته (بالإنجليزية: Tebworth)‏ هي قرية تقع في المملكة المتحدة في شرق انجلترا.